# Пфафенхофен ан дер Глон
Пфафенхофен ан дер Глон (њем. Pfaffenhofen an der Glonn) општина је у њемачкој савезној држави Баварска. Једно је од 17 општинских средишта округа Дахау. Према процјени из 2010. у општини је живјело 1.794 становника. Посједује регионалну шифру (AGS) 9174137.

## Географски и демографски подаци
Пфафенхофен ан дер Глон се налази у савезној држави Баварска у округу Дахау. Општина се налази на надморској висини од 504 метра. Површина општине износи 20,9 km². У самом мјесту је, према процјени из 2010. године, живјело 1.794 становника. Просјечна густина становништва износи 86 становника/km².